# Oliver Rifai
Oliver Rifai (Amsterdam, 15 juni 1993) is een voormalig Nederlands profvoetballer die als verdediger speelde. 
Rifai speelde in de jeugd bij Koninklijke HFC, HFC EDO, Telstar en AZ en speelde van 2012 tot 2015 bij SC Telstar in de Eerste divisie. 